# 2004 en Norvège
Chronologie de la Norvège
- 2000
- 2001
- 2002
- 2003
- 2004
- 2005
- 2006
- 2007
- 2008

Cet article présente les faits marquants de l'année 2004 en Norvège ou relatifs à la Norvège.

## Gouvernance
- Harald V est roi de Norvège.
- Kjell Magne Bondevik est le chef du gouvernement.

## Événements
- Le naufrage du Rocknes fait 18 morts.

## Sport
- Les 12e championnats du monde de marathon en canoë-kayak de 2004 se sont tenus à Bergen en Norvège, sous l'égide de la Fédération internationale de canoë.
- La saison 2004 du Championnat de Norvège de football était la 42e édition de la première division norvégienne à poule unique, la Tippeligaen. Les 14 clubs de l'élite jouent les uns contre les autres lors de rencontres disputées en matchs aller et retour. C'est le Rosenborg BK qui termine en tête du championnat. C'est le 19e titre de champion de Norvège de son histoire et le 13e consécutif.
- Les championnats d'Europe de taekwondo 2004 ont été organisés du 2 au 5 mai 2004 à Lillehammer, en Norvège. Il s'agissait de la quinzième édition des championnats d'Europe de taekwondo.
- La Norvège aux Jeux olympiques d'été de 2004Norvège participe aux Jeux olympiques d'été de 2004 à Athènes. La délégation norvégienne est composée de 52 athlètes dont 35 hommes et 17 femmes engagés dans 12 sports[1].

## Culture
- Le Concours Eurovision de la chanson junior 2004 fut la 2e édition du concours de l'Eurovision junior qui eut lieu au Håkons Hall de Lillehammer en Norvège, le 20 novembre 2004. La chanteuse espagnole María Isabel remporta le concours avec sa chanson Antes muerta que sencilla avec 171 points soit 31 points d'avance sur sa dauphine Cory Spedding, du Royaume-Uni, qui totalisa 140 points.
- The Beautiful Country est un film norvégien réalisé par Hans Petter Moland, sorti en 2004.
- Brothers (Brødre) est un film danois réalisé par Susanne Bier, sorti en 2004.
- Hawaii, Oslo est un film norvégien réalisé par Erik Poppe, sorti en 2004.
- Uno est un film norvégien réalisé par Aksel Hennie et John Andreas Andersen, sorti en 2004.

## Naissances
- Naissance en Norvège en 2004

## Décès
- Décès en Norvège en 2004